# عرقسوس منقط الحراشف
عرقسوس منقط الحراشف (الاسم العلمي: Glycyrrhiza lepidota) هو نوع من النباتات يتبع جنس العرقسوس من الفصيلة البقولية.